# Tour Montparnasse
La tour Montparnasse også kendt som tour Maine-Montparnasse er en 209 meter høj skyskraber i Paris, beliggende sydøst for Eiffeltårnet. Bygningen er opført i perioden 1969-1973 og var den højeste i Frankrig indtil 2011. Per januar 2018 er den den 18. højeste skyskraber i EU. Bygningen er placeret ovenover den underjordiske metrostastion Montparnasse – Bienvenüe. Den er primært indrettet som en kontorbygning på 59 etager. Der er dog en restaurant på 56ende etage kaldet Ciel de Paris (dansk: Paris himmel).